# コルドバ (アルゼンチン)
コルドバ（Córdoba）は、アルゼンチンのコルドバ州の州都。ブエノスアイレスの西北西に700kmに位置する。人口は132万人（2010年）で、ブエノスアイレスに次ぐ第二の都市である。
市内にイエズス会が入植の際に建造した集落跡であるコルドバのイエズス会伝道所とエスタンシア群という建築群がある。南米最古の大学の一つであるコルドバ国立大学、モンセラ中等学校、教会、住居などが含まれ、2000年に世界遺産に登録された。

## 歴史
1570年、総督のフランシスコ・デ・トレードスペイン人居住者のヘロニモ・ルイス・デ・カブレーラに、植民と町の創設を委任した。1573年6月24日に、100名の遠征隊がサン・フアン川のほとりに足を踏み入れた。同年の7月6日に、コルドバ・デ・ラ・ヌエバ・アンダルシーア (Córdoba de la Nueva Andalucía) の名で、町が創設された。
1622年、イエズス会士によって作られたコレヒオ・マクシモ（Colegio Máximo）が改組したコルドバ国立大学が設立された。

## 交通
市内の公共交通として、路線バスとトロリーバスが運行されている。
長距離バスは、駅近くのバスターミナルからブエノスアイレスに向けて高頻度運行がなされており、所要時間は片道12-13時間。国際長距離バスも発着しブラジル方面のプエルト・イグアス行き、パラグアイ方面のアスンシオン行きなどがあり様々な都市や町へ向かうことが出来る。
ブエノスアイレスとコルドバの間はミトレ将軍鉄道（かつての中央アルゼンチン鉄道）の夜行列車でも結ばれており、所要時間は19時間。運行会社の変更や2003年 - 2005年の運休時期を経ても長らく1970年代と変わらない往年の車両綺麗に整備され使われてきたが、2013年に中国製の新型車に置き換えられた。食堂車も連結されている。
他方、同区間には高速鉄道建設事業計画が存在する。これはフランスのアルストムが落札し2008年に着工、2年半から3年の期間をかけて完成する予定であったが、資金難と政治スキャンダルが影響し建設工事に至っていない。完成の暁には両都市間は3時間で結ばれる予定である。
インヘニエロ・アンブロシオ・タラベジャ国際空港が街の中心から9km北にある。

## 気候
ケッペンの気候区分では温暖冬季少雨気候（Cwa）に属する。
| コルドバ（1981年–2010年、極値1961年–）の気候 | コルドバ（1981年–2010年、極値1961年–）の気候 | コルドバ（1981年–2010年、極値1961年–）の気候 | コルドバ（1981年–2010年、極値1961年–）の気候 | コルドバ（1981年–2010年、極値1961年–）の気候 | コルドバ（1981年–2010年、極値1961年–）の気候 | コルドバ（1981年–2010年、極値1961年–）の気候 | コルドバ（1981年–2010年、極値1961年–）の気候 | コルドバ（1981年–2010年、極値1961年–）の気候 | コルドバ（1981年–2010年、極値1961年–）の気候 | コルドバ（1981年–2010年、極値1961年–）の気候 | コルドバ（1981年–2010年、極値1961年–）の気候 | コルドバ（1981年–2010年、極値1961年–）の気候 | コルドバ（1981年–2010年、極値1961年–）の気候 |
| 月                                           | 1月                                          | 2月                                          | 3月                                          | 4月                                          | 5月                                          | 6月                                          | 7月                                          | 8月                                          | 9月                                          | 10月                                         | 11月                                         | 12月                                         | 年                                           |
| -------------------------------------------- | -------------------------------------------- | -------------------------------------------- | -------------------------------------------- | -------------------------------------------- | -------------------------------------------- | -------------------------------------------- | -------------------------------------------- | -------------------------------------------- | -------------------------------------------- | -------------------------------------------- | -------------------------------------------- | -------------------------------------------- | -------------------------------------------- |
| 最高気温記録 °C （°F）                       | 41.6 (106.9)                                 | 41.2 (106.2)                                 | 39.4 (102.9)                                 | 36.2 (97.2)                                  | 35.5 (95.9)                                  | 32.8 (91)                                    | 34.3 (93.7)                                  | 38.2 (100.8)                                 | 41.1 (106)                                   | 42.0 (107.6)                                 | 41.5 (106.7)                                 | 43.5 (110.3)                                 | 43.5 (110.3)                                 |
| 平均最高気温 °C （°F）                       | 30.9 (87.6)                                  | 29.6 (85.3)                                  | 28.1 (82.6)                                  | 24.8 (76.6)                                  | 21.3 (70.3)                                  | 18.7 (65.7)                                  | 18.3 (64.9)                                  | 21.1 (70)                                    | 23.2 (73.8)                                  | 26.6 (79.9)                                  | 28.7 (83.7)                                  | 30.3 (86.5)                                  | 25.1 (77.2)                                  |
| 日平均気温 °C （°F）                         | 24.3 (75.7)                                  | 23.1 (73.6)                                  | 21.7 (71.1)                                  | 18.0 (64.4)                                  | 14.5 (58.1)                                  | 11.4 (52.5)                                  | 10.8 (51.4)                                  | 13.3 (55.9)                                  | 15.7 (60.3)                                  | 19.5 (67.1)                                  | 21.8 (71.2)                                  | 23.7 (74.7)                                  | 18.2 (64.8)                                  |
| 平均最低気温 °C （°F）                       | 18.5 (65.3)                                  | 17.5 (63.5)                                  | 16.4 (61.5)                                  | 12.8 (55)                                    | 9.4 (48.9)                                   | 6.3 (43.3)                                   | 5.5 (41.9)                                   | 7.3 (45.1)                                   | 9.5 (49.1)                                   | 13.3 (55.9)                                  | 15.6 (60.1)                                  | 17.9 (64.2)                                  | 12.5 (54.5)                                  |
| 最低気温記録 °C （°F）                       | 7.6 (45.7)                                   | 7.5 (45.5)                                   | 2.5 (36.5)                                   | −0.5 (31.1)                                  | −4.3 (24.3)                                  | −6.1 (21)                                    | −7.1 (19.2)                                  | −4.9 (23.2)                                  | −2.6 (27.3)                                  | 1.5 (34.7)                                   | 3.7 (38.7)                                   | 7.0 (44.6)                                   | −7.1 (19.2)                                  |
| 降水量 mm （inch）                           | 126.3 (4.972)                                | 97.0 (3.819)                                 | 112.1 (4.413)                                | 61.3 (2.413)                                 | 18.8 (0.74)                                  | 4.5 (0.177)                                  | 13.3 (0.524)                                 | 8.9 (0.35)                                   | 35.2 (1.386)                                 | 69.8 (2.748)                                 | 112.2 (4.417)                                | 154.6 (6.087)                                | 814.0 (32.047)                               |
| 平均降水日数 （≥0.1 mm）                     | 12.0                                         | 10.3                                         | 10.3                                         | 7.1                                          | 5.0                                          | 2.8                                          | 3.2                                          | 2.2                                          | 4.9                                          | 7.6                                          | 10.5                                         | 12.7                                         | 88.6                                         |
| % 湿度                                       | 66.3                                         | 69.5                                         | 72.6                                         | 72.3                                         | 71.4                                         | 70.1                                         | 65.5                                         | 58.0                                         | 55.9                                         | 58.0                                         | 60.3                                         | 63.6                                         | 65.3                                         |
| 平均月間日照時間                             | 257.3                                        | 229.6                                        | 204.6                                        | 189.0                                        | 170.5                                        | 150.0                                        | 170.5                                        | 204.6                                        | 213.0                                        | 238.7                                        | 255.0                                        | 251.1                                        | 2,533.9                                      |
| 日照率                                       | 60                                           | 62                                           | 54                                           | 55                                           | 52                                           | 49                                           | 53                                           | 60                                           | 60                                           | 60                                           | 62                                           | 57                                           | 57                                           |
| 出典1：Servicio Meteorológico Nacional       |                                              |                                              |                                              |                                              |                                              |                                              |                                              |                                              |                                              |                                              |                                              |                                              |                                              |
| 出典2：NOAA (sun 1961–1990)                  |                                              |                                              |                                              |                                              |                                              |                                              |                                              |                                              |                                              |                                              |                                              |                                              |                                              |

## 姉妹都市
- イジェフスク、ロシア
- イズミル、トルコ
- ウッチ、ポーランド
- エカテペック、メキシコ
- カンピーナス、ブラジル
- クリチバ、ブラジル
- コチャバンバ、ボリビア
- コルドバ、スペイン
- サンタ・クルス・デ・ラ・シエラ、ボリビア
- タンパ、アメリカ合衆国
- ティベリア、イスラエル
- トリノ、イタリア
- ナタール、ブラジル
- バルパライソ、チリ
- フロリアノーポリス、ブラジル
- ベロオリゾンテ、ブラジル
- マリン、スペイン
- メノルカ、スペイン
- モレリア、メキシコ

## 出身者
- マルセロ・アルバレス - 歌手
- エンリケ・アンデルソン・インベル - 小説家
- フェルナンド・デ・ラ・ルア - 政治家
- サンティアゴ・デルキ（英語版） - 政治家
- アベル・ポッセ - 小説家、外交官
- アンヘル・カブレラ - プロゴルファー
- ウーゴ・カンパニャーロ - サッカー選手
- ファブリシオ・コロッチーニ - サッカー選手
- マティアス・スアレス - サッカー選手
- ゴンサロ・ベルヘッシオ - サッカー選手
- ハビエル・パストーレ - サッカー選手
- イネス・ゴロチャテギ - プロテニス選手
- ダビド・ナルバンディアン - プロテニス選手
- ファクンド・カンパッソ - バスケットボール選手